# Réserve naturelle du Monte Pellegrino
La réserve naturelle du Monte Pellegrino est une zone protégée de Sicile, déclarée réserve naturelle le 6 octobre 1995. Elle est située dans la municipalité de Palerme.

## Histoire
Le Monte Pellegrino fut longtemps utilisé comme poste militaire stratégique. De nombreuses théories existent pour expliquer son nom : en raison des nombreux pèlerins (Pellegrino en italien) venant rendre hommage à Santa Rosalia, du nom du faucon pèlerin (Falco peregrinus) qui y niche, du latin peregrinus (étranger, le général carthaginois Hamilcar Barca y ayant pris position du temps où la ville de Palerme était dominée par les Romains), ou encore de l'arabe gebel grin (mont voisin).
La première mesure de protection de la zone date de 1799 lorsque le roi Ferdinand IV expropria une superficie de 400 acres comprenant principalement le mont, le quartier de La Favorita et le marais de Mondello, afin d'y organiser des expérimentations agricoles et d'en faire une réserve de chasse personnelle.
En juin 1991, la zone a été incluse dans le plan régional des parcs et réserves naturelles.
En octobre 1995, la zone est déclarée réserve naturelle, dont la gestion a été confiée à l'Association nationale des rangers d'Italie.

## Géographie
La réserve est adjacente au nord de la ville de Palerme. Elle couvre une surface de 1 050 hectares, comprenant l'intégralité du Monte Pellegrino (zone A, fortement protégée) et le quartier de La Favorita (zone B, moyennement protégée) à l'exception des infrastructures sportives s'y trouvant.

### Relief
Le Monte Pellegrino est une chaîne carbonatée, constituée principalement de roches calcaires. Il culmine à 606 mètres au-dessus du niveau de la mer. Les phénomènes karstiques procurent à la réserve une diversité topographique (flancs abrupts avec de multiples expositions, vallons, plaines) et 134 grottes d'origine marine ou karstiques.

### Climat
La réserve bénéficie d'un climat méditerranéen, de type Csa d'après la classification de Köppen, caractérisé par des hivers doux et humides et des étés chauds et secs (température moyenne du mois le plus chaud supérieure à 22 °C). Cependant, la topographie acérée de la réserve favorise les micro-climats : falaises à l'est et au nord subissant les embruns du littoral, plateau central exposé au soleil, parc de La Favorita protégé des effets de la mer et présentant quelques épisodes de brouillard en hiver.

### Accès

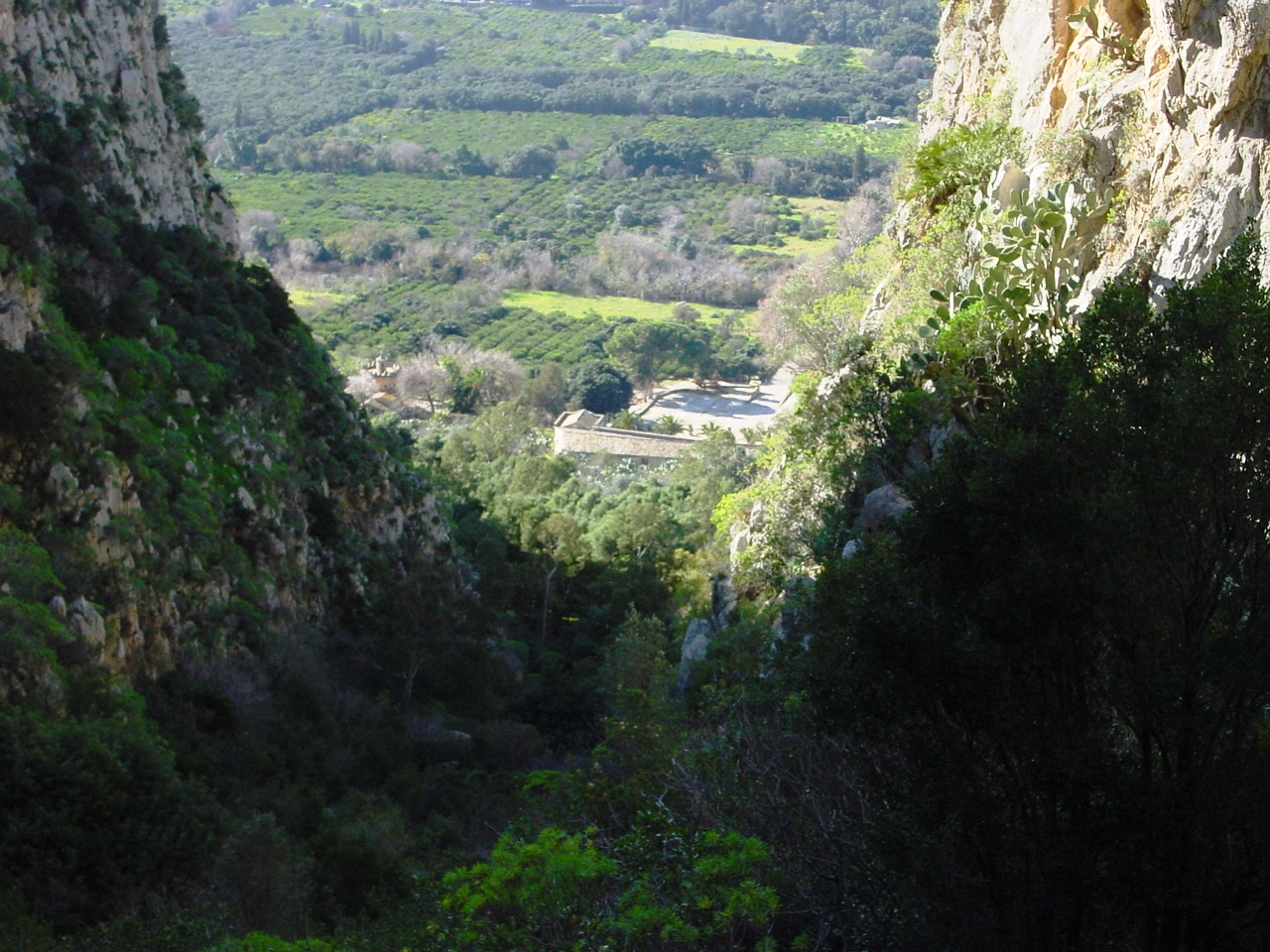
Accès par la vallée du Porc

La réserve est traversée du nord au sud par une route, la Via Monte Ercta, de l'ancien nom grec du Monte Pellegrino. Elle est empruntée par la ligne de bus 812 qui part de Palerme et qui s'arrête au sanctuaire de Santa Rosalia. Plusieurs arrêts s'effectuent au cœur de la réserve.
Pour les randonneurs, d'autres accès sont possibles :
- le chemin pavé, au sud de la réserve. Il grimpe jusqu'au sanctuaire de Santa Rosalia via une succession de petits viaducs en zigzag. Il commence au rond-point joignant les rues Via Martin Luther King et Via Isaac Rabin à Palerme. Il est traditionnellement utilisé pour les pèlerinages ;
- le sentier par la vallée du porc (Valle del Porco), sur le versant ouest. De difficulté moyenne, il joint les écuries royales au sanctuaire[2] ;
- le sentier de la Rufuliata, légèrement au nord de la vallée du porc. Il zigzague jusqu'au sanctuaire et est facile d'accès ;
- la boucle près de la grotte Niscemi, au sud-ouest. Elle longe le mont sans le gravir et passe successivement aux anciennes écuries, près de la grotte Niscemi et en contrebas du rocher de l'esclave (Roccia dello Schiavo) ;
- l'échelle de la Perciata (Scaletta della Perciata), au nord de la grotte de l'Addaura. C'est un passage difficile nécessitant du matériel d'escalade.

## Ressources naturelles

### Flore

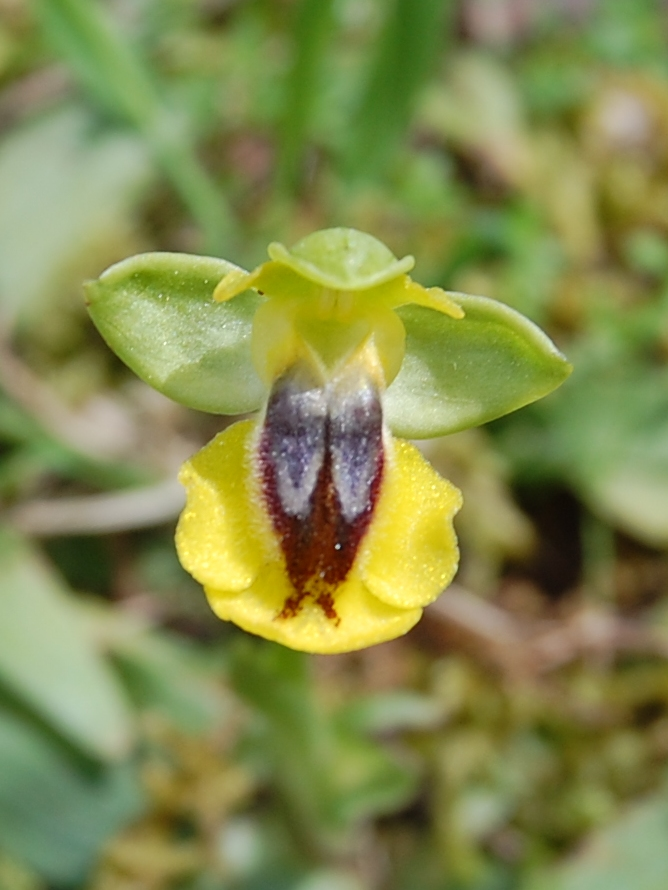
Une des nombreuses variétés d'orchidées présentes dans le parc (Ophrys prhyganae)

Les falaises accueillent un ensemble de plantes typiques des falaises côtières, telles que le palmier nain (Chamaerops humilis), le figuier de Barbarie (Opuntia ficus-indica), le câprier (Capparis spinosa), le Brassica rupestris, l'herbe perle (Lithodora rosmarinifolia), l'euphorbe bivona (Euphorbia bivonae), l'œillet rupicole (Dianthus rupicola), l'ampelodesme (Ampelodesmos mauritanicus), le Pennisetum setaceum, la scabieuse de Crète (Scabiosa cretica) et certaines espèces endémiques telles que Centaurea ucriae.
Parmi les arbres et arbustes, on peut trouver le chêne vert (Quercus ilex), le frêne à fleurs (Fraxinus ornus), le caroubier (Ceratonia siliqua), l'arbousier (Arbutus unedo), le laurier sauce (Laurus nobilis), le pistachier lentisque (Pistacia lentiscus), le pistachier térébinthe (Pistacia terebinthus), la viorne tin (Viburnum tinus), le sumac des corroyeurs (Rhus coriaria), l'olivier européen (Olea europaea var. sylvestris), le nerprun alaterne (Rhamnus alaternus), l'euphorbe arborescent (Euphorbia dendroides) et la salsepareille (Smilax aspera).
Les sous-bois abritent de nombreuses espèces d'orchidées protégées, comme l'endémique Ophrys lunulata,.
Le quartier de La Favorita, à l'ouest, est occupé par des cultures (vergers, vergers d'agrumes, jardins, cultures expérimentales) et par des zones reboisées de conifères.

### Faune

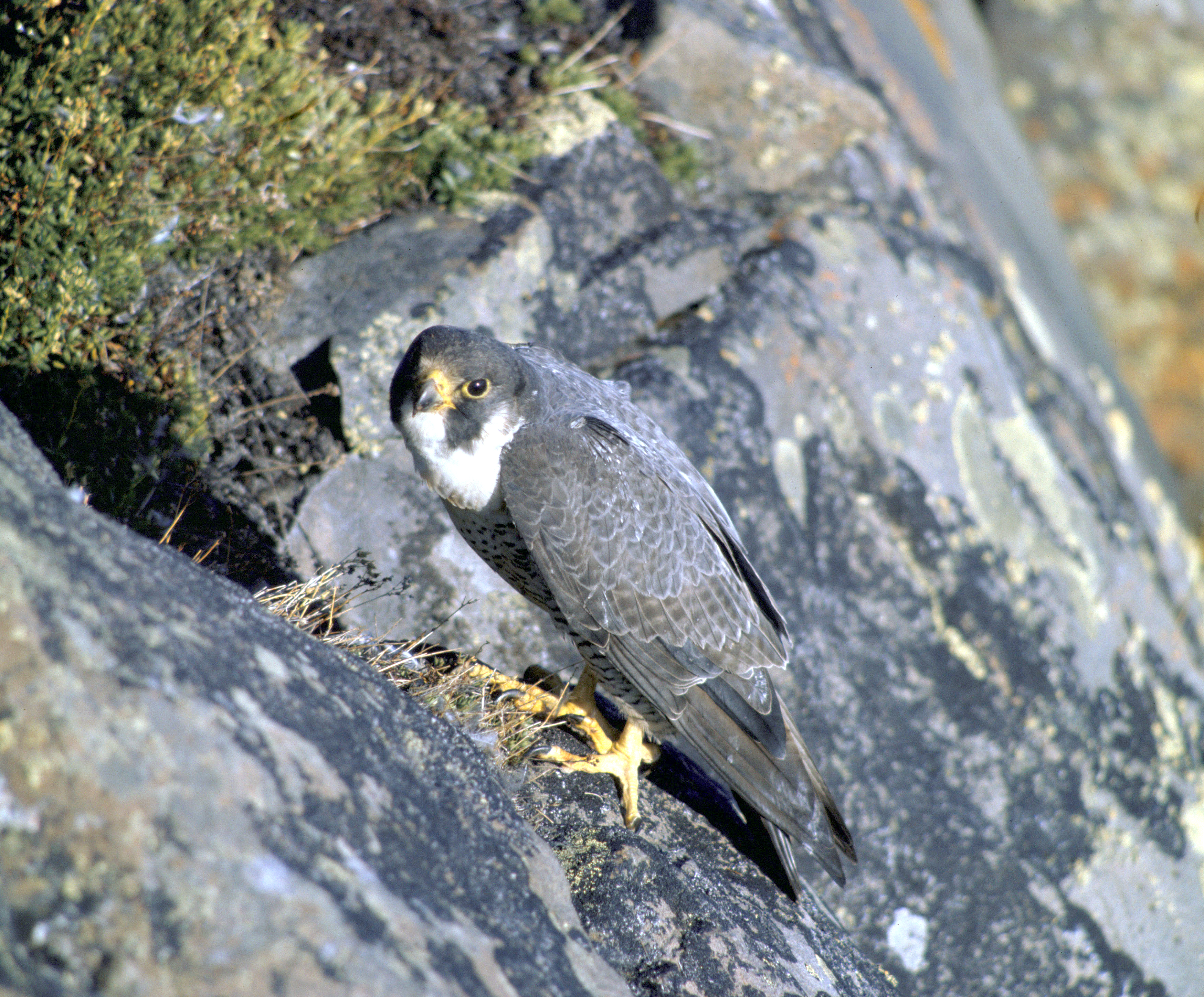
Faucon pèlerin

La réserve compte plusieurs espèces de mammifères dont : le renard roux (Vulpes vulpes), le lapin européen (Oryctolagus cuniculus), la belette (Mustela nivalis) et le campagnol de Savi (Microtus savii). Dans les nombreuses cavités de la réserve, niche le grand rhinolophe (Rhinolophus ferrumequinum), une espèce de chauve-souris en voie d'extinction et protégée.
La réserve abrite plus de 40 espèces d'oiseaux. Plusieurs espèces de rapaces : le faucon pèlerin (Falco peregrinus), la buse variable (Buteo buteo), le faucon crécerelle (Falco tinnunculus), la chouette effraie (Tyto alba), le hibou petit-duc (Otus scops) et la chouette chevêche (Athene noctua). La région est également sur la route migratoire de la bondrée apivore (Pernis apivorus). Parmi les autres espèces d'oiseaux remarquables, notons le monticole merle-bleu (Monticola solitarius) et le bec-croisé des sapins (Loxia curvirostra).
Concernant les amphibiens, il convient de mentionner la présence de deux espèces : le discoglosse peint (Discoglossus pictus) et le crapaud vert de Sicile (Pseudepidalea sicula). Ceux-ci sont particulièrement présents au Gorgo della Santa Rosalia, une mare naturelle qui se trouve non loin du sanctuaire du même nom.
Enfin, notons deux escargots endémiques de Sicile : Cornu mazzullii et Marmorana platychela.

### Points d'intérêt touristique

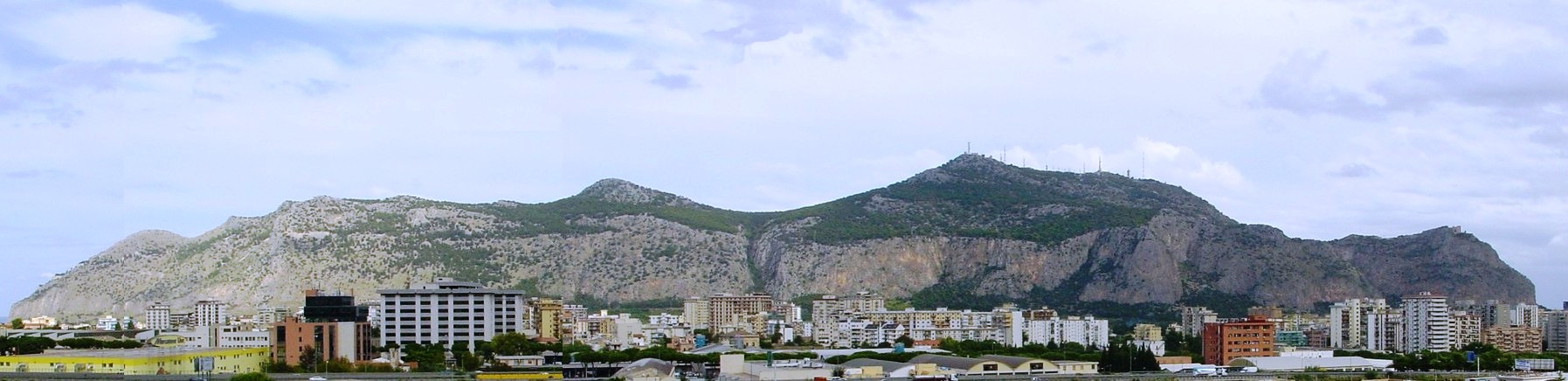
Vue panoramique du Monte Pellegrino.

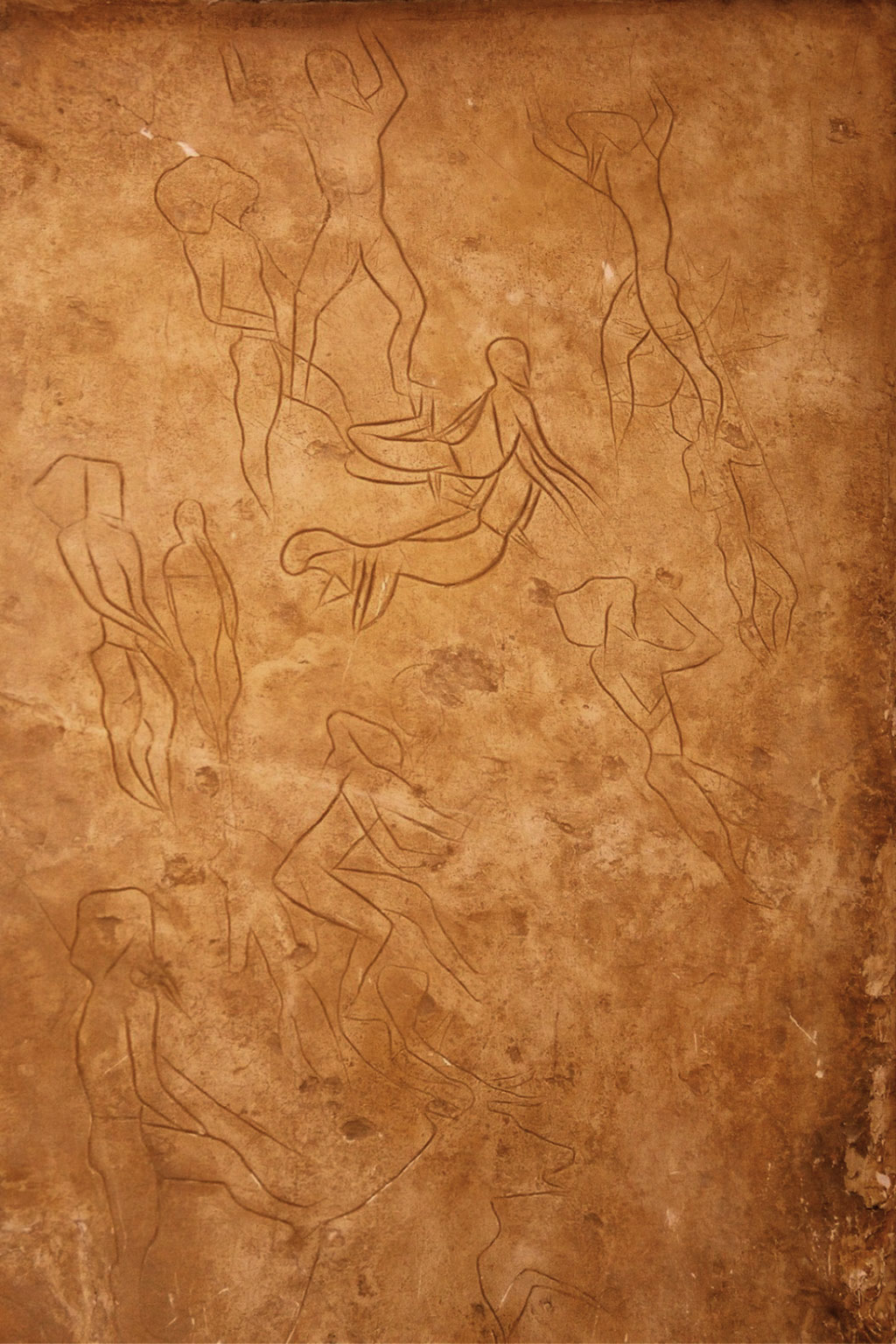
Gravures rupestres découvertes dans la grotte de l'Addaura.

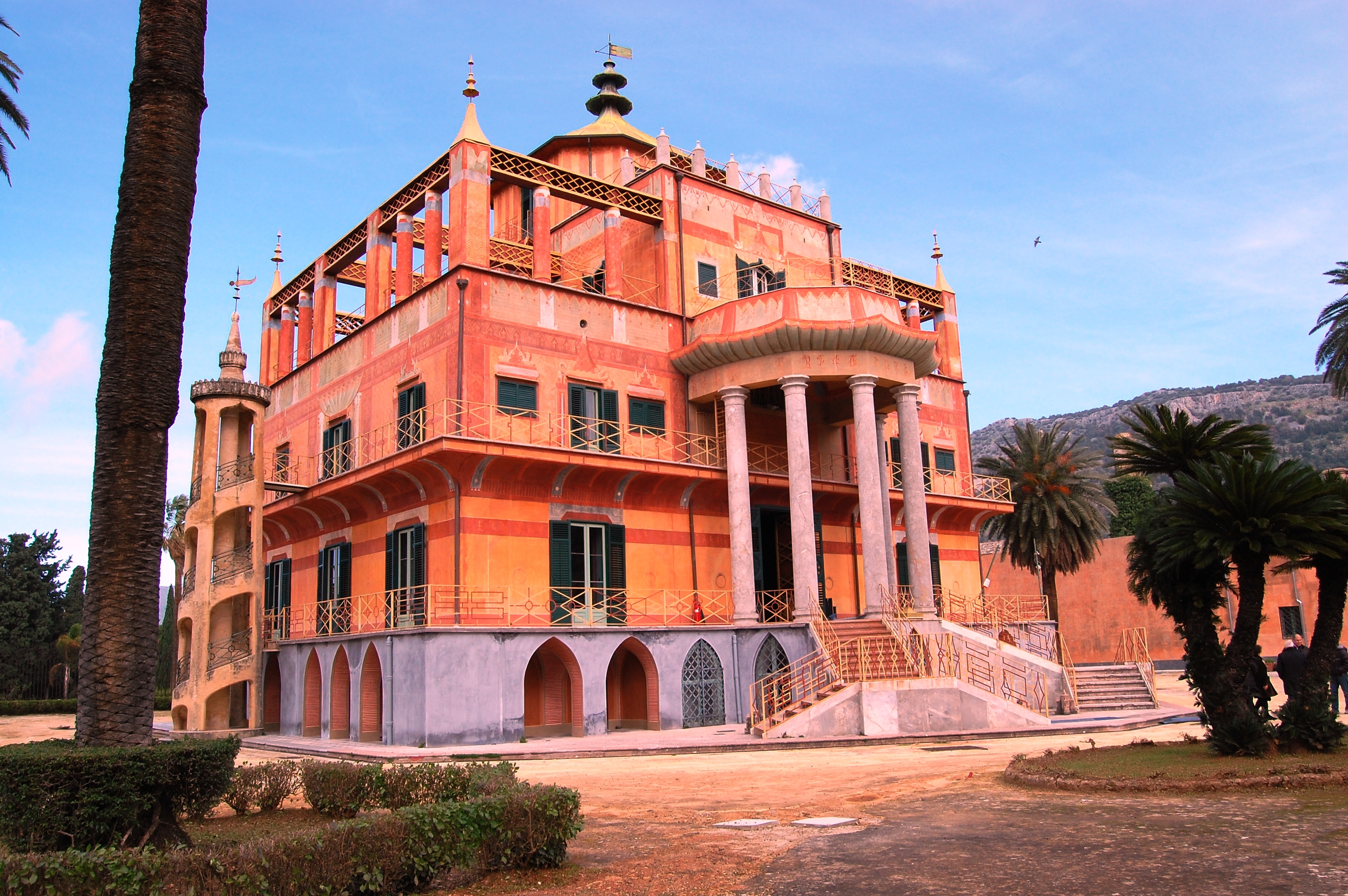
Le pavillon de chasse, de style oriental décalé.

#### Santa Rosalia
Rosalie de Palerme était, selon la légende, une nièce du roi de Sicile. Aux alentours de 1124, elle décida de vivre en ermite et se retira dans une grotte du Monte Pellegrino. Son corps fut retrouvé en 1624 et son exposition dans Palerme sauva la ville de la peste qui y régnait.
Le sanctuaire Santa Rosalia (Santuario di Santa Rosalia), accolé à la grotte dans laquelle fut retrouvée le corps de la sainte (Grotta di Santa Rosali), fut fondé en son honneur en 1625. Objet de dévotion des Palermitains, l'eau qui suinte de la paroi de la grotte est considérée comme miraculeuse. Chaque année, le 4 septembre, de nombreux pèlerins grimpent le Monte Pellegrino afin d'accéder au sanctuaire,,.
Le tourbillon de Santa Rosalia (Gorgo di Santa Rosalia) est un petit étang saisonnier situé légèrement au nord du sanctuaire, dans le prolongement de la vallée du porc. C'est un site important de reproduction du crapaud vert de Sicile. Il fait l'objet d'une publication scientifique renommée sur l'évolution des espèces.

#### Parc de la Favorita
Le parc de la Favorita est situé à l'est, en contrebas du Monte Pellegrino.
Le pavillon de chasse (Casina di Caccia), connu également sous le nom de pavillon chinois (Palazzina Cinese) a été construit sur ordre de Ferdinand IV en 1799 au sein du parc de La Favorita par Giuseppe Venanzio Marvuglia. C'est un pavillon de style oriental avec un toit en pagode. À l'intérieur, plusieurs fresques rappellent la culture chinoise.
La fontaine d'Hercule (Fontana d'Ercole), œuvre de l'architecte Giuseppe Venanzio Marvuglia, a été créée sur la demande de Marie Caroline de Bourbon-Siciles en 1801 et entre dans la perspective de la rue éponyme. Dotée de plus de 170 gicleurs, elle fait partie d'une collection de l'artiste intitulée Via d'Acqua. Elle est composée de deux vasques concentriques en pierre de Billiemi, agrémentés de quatre sphinx. Au centre se trouve une colonne dorique, sur laquelle repose une statue en marbre blanc représentant Hercule. L'effigie est une copie d'Hercule Farnèse situé au Musée archéologique national de Naples.
La maison de la nature (Casa Natura) ou anciennes écuries royales est située en aval de la vallée du porc. Ce bâtiment était, à l'origine, un entrepôt de feuilles de sumac. Riches en tanin, elles étaient utilisées pour le traitement du cuir. Le bâtiment fut ensuite converti en écuries sur la volonté de Marie Caroline de Bourbon-Siciles, épouse de Ferdinand IV. En 2002, elles ont été partiellement restaurées et transformées en Maison de la nature, afin d'héberger un petit musée sur l'agriculture qui expose les outils des paysans siciliens du XIXe et du début du XXe siècle,.
Les tourelles Bourbon (Torriglioni Borboniche) sont situées de part et d'autre des anciennes écuries royales. Ce sont deux petites structures datant de 1811, hautes d'environ 9 mètres, de forme dodécagonale, et de style néogothique. Elles servirent successivement à de nombreuses fonctions : entrepôt de poudre à canon, tour de guet pour la protection des écuries, tour de guet pour la surveillance de la zone de chasse réservée au roi.
La pépinière communale du parc (Vivaio Comunale del Parco) contient de nombreuses espèces d'arbres exotiques, notamment le Koelreuteria paniculata, le Melia azedarach, le Ficus benjamina, le Brachychiton diversifolium, le B. luridum, le Phoenix canariensis, le Phoenix dactylifera.

#### Formations naturelles
La grotte de l'Addaura (Grotta dell'Addaura) est un réseau souterrain situé au nord du mont, dont l'importance est due à la présence d'une extraordinaire collection de gravures rupestres datant du Paléolithique.
La grotte Niscemi (Grotta Niscemi), située sur le versant ouest du Monte Pellegrino, légèrement au sud des écuries royales, est décorée d'art rupestre datant du Paléolithique supérieur.
La vallée du porc (Valle del Porco) est une vallée étroite bordée de falaises de calcaire recouvertes de végétation dense de rocaille. Elle est traversée par un sentier raide qui mène des écuries royales au sanctuaire de Santa Rosalia.